# Einer Rubio
Einer Augusto Rubio Reyes (Chíquiza, Boyacá, 22 de febrero de 1998) es un ciclista profesional colombiano que desde 2020 corre para el equipo español Movistar Team de categoría UCI WorldTeam.

## Trayectoria
Ha participado de forma no consecutiva en cuatro ediciones del Giro de Italia, durante las temporadas 2020 a 2024. Se destacan sus presentaciones en el año 2023 con la posición 11.ª en la clasificación general, con victoria en la etapa 13 en Crans Montana,y en 2024 alcanzando el puesto 7.º en la clasificación general, siendo esta, su mejor ubicación en la corsa rosa. En 2018 compitió con el equipo de Colombia en el Giro de Italia sub-23 ganando la etapa cinco de 127 kilómetros con llegada en Dimaro Folgarida. Formando parte del equipo amateur Vejus TMF - Cicli Magnum, ganó el Gran Premio Capodarco sub-23 con un recorrido de 180 kilómetros. También en 2018 cruzó la meta en primer lugar en la segunda etapa del Giro de Friuli Venezia Giulia.
Regresa al Giro de Italia sub-23 en 2019 y logra la victoria en la última etapa con final en Passo Fedaia, en la clasificación general final se apoderaría del 2.º puesto, el campeón fue Camilo Ardila y el puesto 3.º para Juan Diego Alba.Su primera participación en el Giro de Italia se dio en el año 2020,  tuvo un desempeño destacado en la vigésima fracción en terreno de Alta Montaña, fue protagonista de la fuga del día con otros 20 corredores y finalizó en el sexto lugar. Se ubicaría en el puesto 58 de la clasificación general, en esta edición ganada por el británico Tao Geoghegan Hart.Inició la temporada 2021 compitiendo en la Vuelta al País Vasco, sufrió una caída en la cuarta fracción; aun así, logró reincorporarse. Finalizó la carrera en el puesto 86 de la clasificación general.

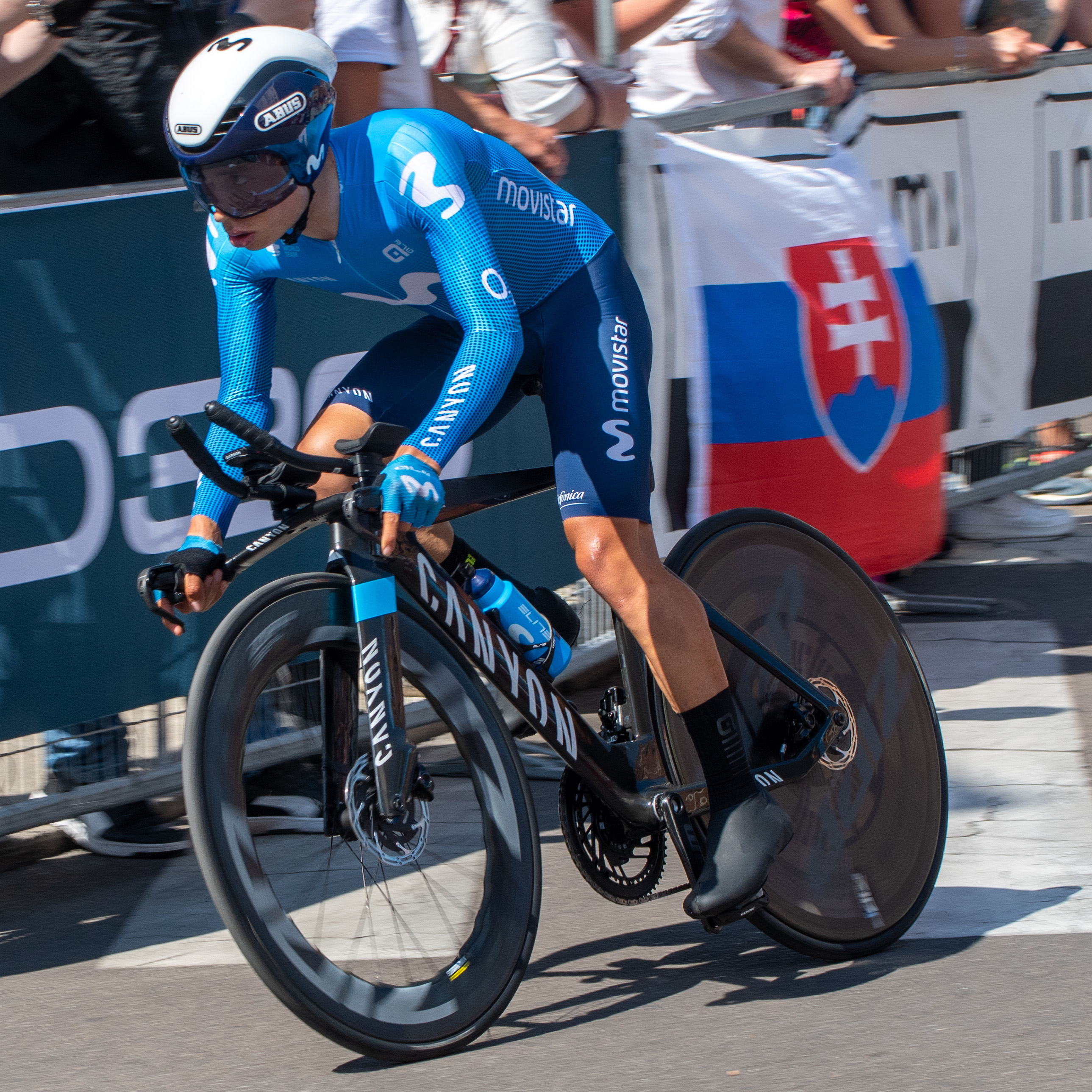
Einer Rubio (51466697795)

Regresó al Giro de Italia y terminó en el puesto 39, el campeón de esta edición sería su compatriota Egan Bernal del equipo INEOS Grenadiers. Ganó el título de la clasificación de los jóvenes en la Vuelta a Burgos y tuvo una destacada presentación en la quinta y última etapa con final en puerto de categoría especial en Lagunas de Neila, cruzando la meta en segundo lugar. Adicionalmente, terminó en el top-10 de la general ocupando la séptima casilla. Fue el mejor colombiano en el Tour de Polonia ubicándose en el puesto 23 a 2'34" del campeón el portugués João Almeida.
Tuvo su primera competencia de la temporada 2022 en la Vuelta a Andalucía, tras la quinta y última etapa, se ubicó en el puesto 27 de la general. En el Tour de los Alpes se mantuvo dentro del top-10 de la clasificación general hasta la cuarta fracción; bajó su rendimiento en la quinta etapa afectando su resultado final, terminaría en el puesto 13 a 2'41" del líder. Con presentaciones destacadas en las etapas dos y seis del Tour de Romandía, ratificó su ingreso en el top-10 de la carrera y fue el mejor colombiano a 2'13" del campeón de la general, el ruso Aleksandr Vlásov. Hizo parte de la nómina del Movistar en la Vuelta a Alemania y finalizó en el puesto dieciocho a 3'35" del líder Adam Yates. La última competencia del año tuvo como escenario el Tour de Langkawi, fue protagonista en la tercera fracción con final en alto donde cruzó la meta en tercer lugar, con este resultado se ubicaría en la tercera casilla de la general a 2'02" del líder y compañero de equipo Iván Ramiro Sosa. Se cumplieron las ocho etapas y culminó la competencia en la quinta posición de la general.
Arrancó el año 2023 en la Vuelta a San Juan, tuvo una destacada participación en la quinta jornada y cruzó la meta en la quinta posición, se ubicaría además dentro del top-5 de la competencia a 00:27" del líder Miguel Ángel López. Completaría las siete etapas y se clasificaría en la casilla cuatro de la general final a solo 00:50" del campeón. Obtuvo su primera victoria como profesional justo en el día de su cumpleaños número 25, en la tercera fracción del UAE Tour con un trazado de 185 kilómetros con final en alto e inclinación del 5.6% en Jebel Jais. Terminó las siete etapas de la competencia y se ubicó en el puesto trece de la general. Participó de la Volta a Cataluña, completando todas las etapas y finalizando en el puesto trece de la general. La nueva cita sería en la Vuelta a Asturias, donde fue protagonista junto con su compañero de equipo Iván Ramiro Sosa en la segunda jornada con final en Cangas del Narcea, cruzaron la meta en segundo y tercer lugar respectivamente, el ganador de la etapa sería Lorenzo Fortunato Se cumpliría la tercera y última jornada y el colombiano estaría presente en el segundo lugar del podio de la carrera a 00:31" del campeón.

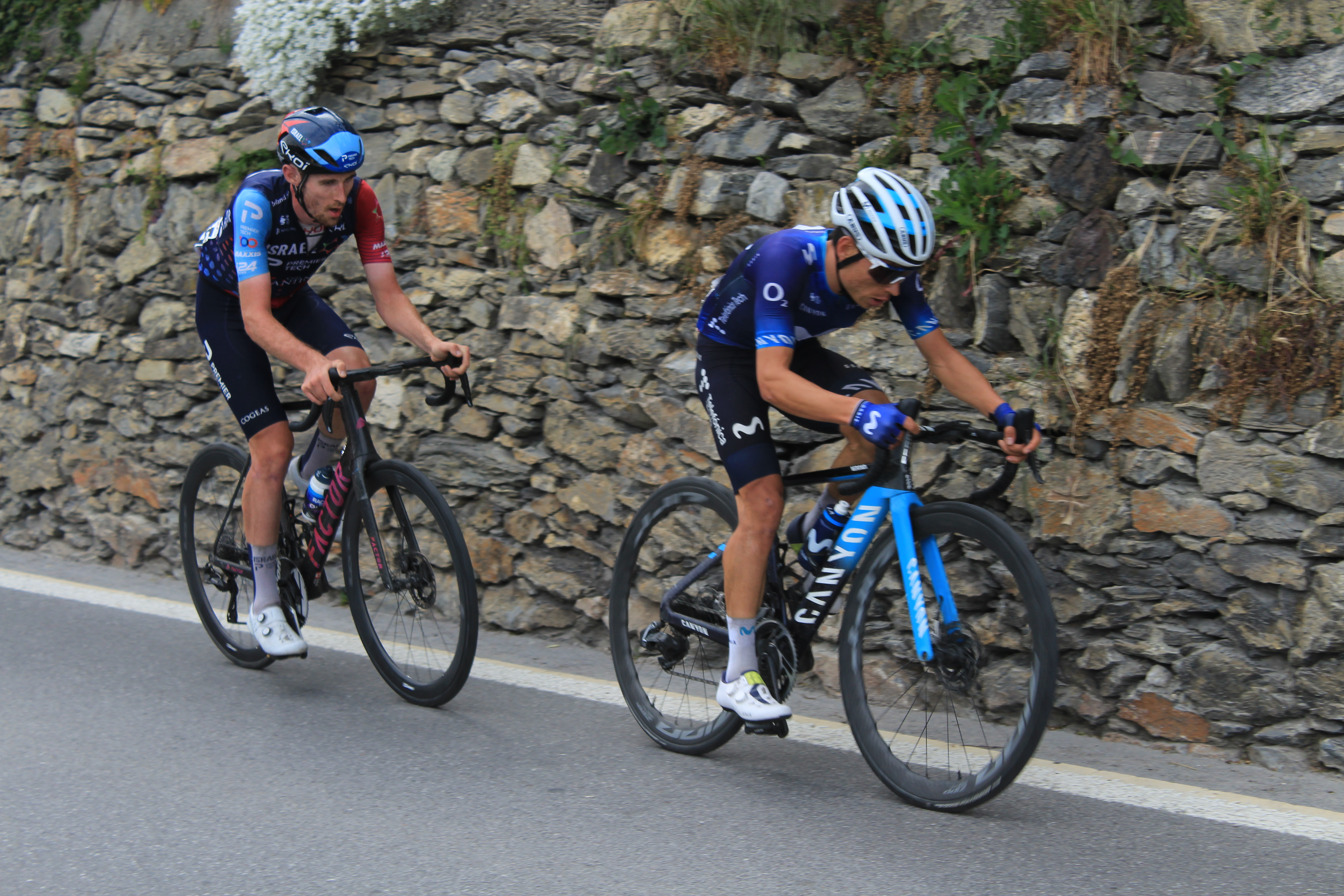
Derek Gee - Einer Rubio, Giro d'Italia 2023

Tras su ausencia en el año 2022, regresó al Giro de Italia y obtuvo su primera victoria en una gran vuelta en la etapa trece con final en Crans-Montana, superando en los últimos metros a Thibau Pinot y a Jefferson Cepeda. Con una destacada actuación en la etapa quince, caracterizada por la alta montaña, logró cruzar la meta en la quinta posición. Finalizó en el décimo puesto de la etapa diecinueve y logró ascender una posición en la clasificación general, a falta de dos jornadas se ubicaría en la casilla once a 7'40" del líder Geraint Thomas. El pelotón llegaría a Roma y coronaría campeón al esloveno Primož Roglič, Einer terminó como el mejor colombiano de la competencia en el puesto once la general final.
La tercera etapa de la Ruta de Occitania 2023 con final en alto Nistos Cap-Nestès, permitiría que el colombiano cruzara la meta en la octava posición y se ubicaría cuarto en la general de la carrera. La última jornada con final en Saint-Girons fue ganada por Simon Carr, el colombiano llegaría en décimo lugar y conservaría la casilla cuatro de la general a 00:41" del campeón de la edición Michael Woods. El arranque de la Vuelta a Burgos no fue alentador para las aspiraciones del escalador del Movistar; sin embargo, con una exitosa presentación en la contrarreloj por equipos de la segunda etapa, logró ascender varias posiciones y se ubicaría séptimo en la general a 00:19" del líder. Cruzó la meta en el séptimo lugar de la tercera etapa con final en Villarcayo y ascendió al puesto cinco de la clasificación. Arribó de quinto en la última etapa con final en Lagunas de Neila y con este resultado logró meterse en el top-5 final de la competencia a 3'25" del campeón, el esloveno Primož Roglič.
Fue confirmado por parte del Movistar para debutar en la Vuelta a España que tendría como jefe de filas al español Enric Mas. En la contrarreloj por equipos de la primera jornada, se les escapó la victoria de etapa por escasas centésimas de segundo, tiempo medido con el quinto corredor Imanol Erviti. Terminó séptimo en la sexta fracción con final en alto y recuperó once puestos que lo ubicarían en la casilla diecisiete de la general. Cruzaría la meta en sexto lugar en la etapa quince con final en Lecumberri a solo 00:02" del ganador de la jornada y continuaría en el puesto 17.º de la clasificación general liderada por Sepp Kuss. En la vigésima etapa integró la fuga del día y finalizó décimo a 00:26" del vencedor Wout Poels, con este resultado ratificaría su lugar dentro del top-20 de la competencia en la casilla dieciséis con solo llegar a Madrid.
Inició la temporada 2024 con la Vuelta a la Comunidad Valenciana, completó las cinco etapas y se ubicó en el puesto dieciocho de la general final. Regresó al UAE Tour, finalizó noveno en la tercera etapa con final en Jebel Jais, la misma que había ganado el año anterior. En la séptima y última fracción cruzó la meta de noveno y terminaría en el puesto trece de la clasificación. En su cuarta participación en el Giro de Italia comenzaría a estructurar su camino hacia los primeros lugares desde la segunda fracción, donde cruzaría en la octava casilla a 00:30" del vencedor del día. Llegó a la meta en sexto lugar en la etapa ocho con final en Prati di Tivo y se metería en el top-10 puesto ocho de la clasificación general liderada por el esloveno Tadej Pogačar. En la etapa quince con final en Livigno y considerada etapa reina de la competencia, terminaría en séptimo lugar y se mantendría dentro del top-10, su compañero de equipo Nairo Quintana, fue protagonista de la jornada y cruzó la meta de segundo, ante la embestida de Tadej Pogačar que se quedó con la victoria. Terminó sexto en la jornada diecisiete con final en Passo Brocon y se mantuvo en el puesto ocho de la general. Tras la vigésima fracción con final en Bassano del Grapa arribaría en el quinto lugar y le permitiría subir un puesto en la general, ubicándose en la casilla siete dentro del top-10, ahora solo le restará llegar a Roma en la etapa veintiuno.

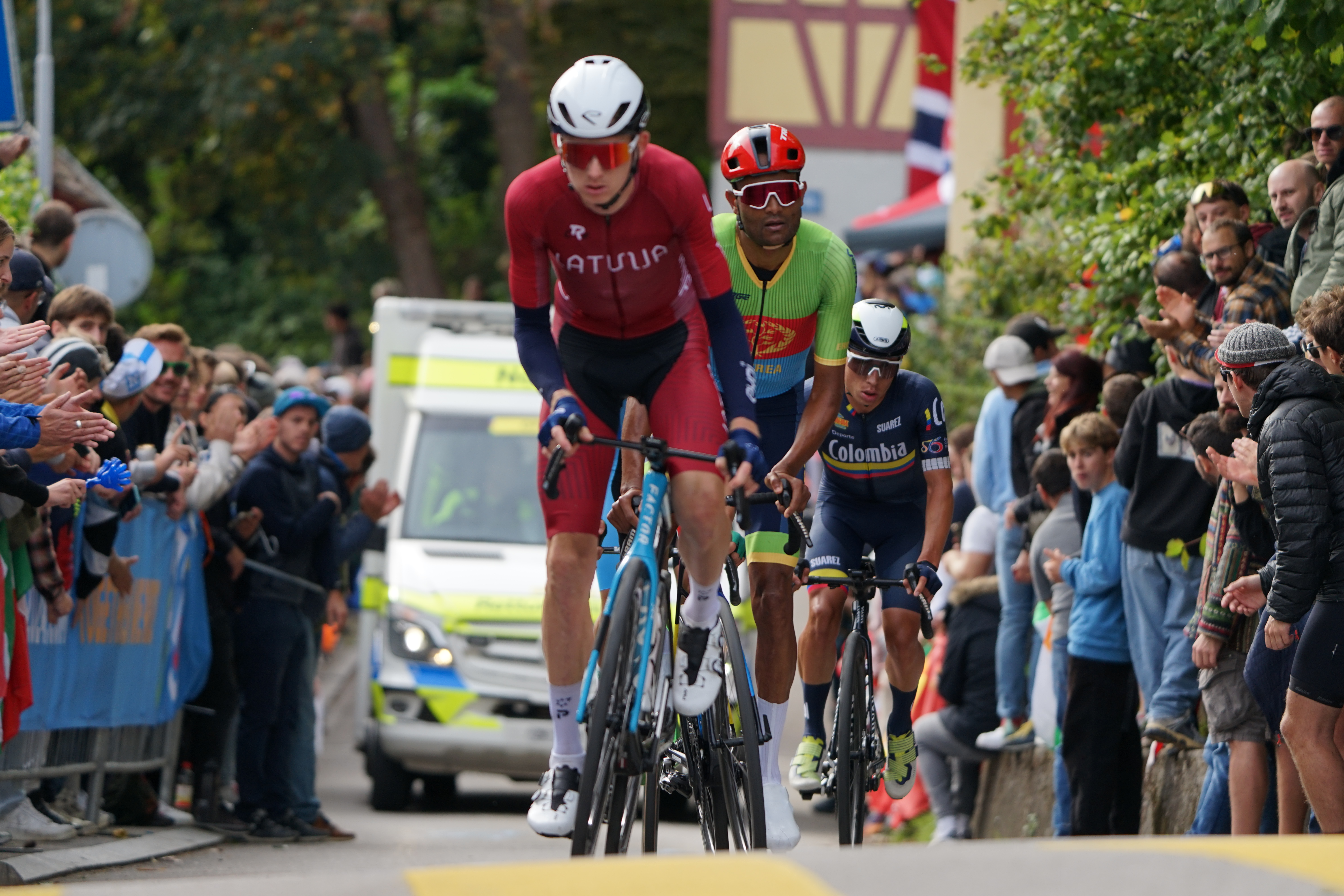
2024 UCI Road World Championships Zúrich Men Elite Road Race E 74

Compitió en la Vuelta a Suiza 2024, finalizó todas las etapas y ocupó el puesto 24.º de la clasificación general. Terminó en la casilla 48.ª de la Clásica de San Sebastián. Fue uno de los seis colombianos en competencia en el Circuito de Getxo, donde cruzó la meta en el decimonoveno lugar a 00:41" del líder de la jornada. Regresó a la Vuelta a España como escudero de su jefe de filas, el español Enric Mas; fue el mejor colombiano en la cuarta etapa con final en Pico Villuercas, ubicándose en el puesto 18; también se destacó en la vigésima fracción que incluyó siete ascensos, entre ellos el de Picon Blanco y con acumulado de 5000 metros de desnivel aproximadamente, donde ingresó en el decimoquinto lugar. Cerró su participación con la contrarreloj individual en Madrid y se clasificó en el puesto 27 de la general final, donde su compañero Enric Mas fue tercero en el podio de la carrera. Debutó en el Campeonato Mundial de Ciclismo en Ruta celebrado en Zúrich y cruzó la meta en la casilla 79.ª En su paso por la clásica Coppa Agostoni finalizó en el decimoctavo lugar a 1'08" del vencedor de la competencia. Tuvo una destacada participación en el Giro de Lombardía, donde fue uno de los protagonistas de la fuga, apoyo la labor de su equipo Movistar Team, e ingresó en el puesto 48 de la general. Cerró su temporada con el Giro del Véneto, ubicándose en el decimoprimer lugar, y la Clásica del Véneto con el puesto 38 de la general.
Dio inicio a la temporada 2025 con el UAE Tour; completó las siete etapas, su mejor ubicación estuvo en la séptima jornada con el puesto decimosexto; se clasificó también en la casilla decimosexta de la general final. Tras cumplirse las siete jornadas, fue el mejor colombiano en la clasificación general de la Tirreno-Adriático. Ingresó en el top-5 de la clásica Milán-Turín a solo 00:27" del vencedor de la carrera. Compitió por quinta ocasión en el Giro de Italia, esta vez como jefe de filas del Movistar Team. La séptima fracción y primera con final en alto, cruzó la meta en la decimotercera casilla, escalando así hasta la decimoséptima posición de la general. En la decimoprimera etapa con llegada en Castelnovo ne' Monti, ingresó en la casilla ocho con el grupo principal. Tuvo una destacada actuación en la decimoquinta fracción, donde fue protagonista de la primera fuga del día junto con otros 20 corredores, jornada con un trazado de 219 kilómetros y final en Asiago. La estrategia de su equipo dio resultado con Nairo Quintana acompañándolo a falta de 15 kilómetros de la meta, Einer llegó en el puesto once junto con el grupo de favoritos y con este resultado ascendió al decimotercer puesto en la general. Se cumplió la decimoséptima jornada que finalizó en Bormio, donde remató con un ataque a 9 kilómetros de la meta, que le permitió ingresar en la casilla ocho y logró meterse en el top-10 de la tan anhelada clasificación general. Ya en la decimonovena fracción, caracterizada por alta temperatura y tres puertos de primera categoría, cruzó la meta en el décimo lugar y subió dos puestos en la general, ubicándose en la casilla 8.ª a 6'39" del líder. La vigésima jornada presentó cambios sorpresivos en el liderato de la carrera, donde el Team Visma-Lease a Bike dio una cátedra de táctica y logró que el británico Simon Yates se consolide como campeón virtual del Giro de Italia a falta de una etapa. Einer llegó en el puesto 22 a Sestriere y se afianzó en el top-10 de la general. El corredor del Movistar Team terminó su participación en Roma; fue el segundo mejor colombiano en la 8.ª posición de la general.

## Palmarés
2018
- 1 etapa del Giro Ciclistico d'Italia
- Gran Premio Capodarco
- 1 etapa del Giro del Friuli Venezia Giulia

2019
- 1 etapa del Giro Ciclistico d'Italia

2023
- 1 etapa del UAE Tour
- 1 etapa del Giro de Italia

## Resultados en Grandes Vueltas y Campeonatos del Mundo
Durante su carrera deportiva ha conseguido los siguientes puestos en las Grandes Vueltas y en los Campeonatos del Mundo:
| Carrera         | Carrera         | 2020 | 2021 | 2022 | 2023 | 2024 | 2025 |
| --------------- | --------------- | ---- | ---- | ---- | ---- | ---- | ---- |
|                 | Giro de Italia  | 58.º | 39.º | —    | 11.º | 7.º  | 8.º  |
|                 | Tour de Francia | —    | —    | —    | —    | —    | 31.º |
|                 | Vuelta a España | —    | —    | —    | 16.º | 27.º | —    |
| Mundial en Ruta | Mundial en Ruta | —    | —    | —    | —    | 79.º | —    |

—: no participa

Ab.: abandono

## Equipos
- Vejus-TMF-Cicli Magnum[72][73] (2017-2019)
- Movistar Team (2020-)